# 타임플라이스
타임플라이스(Timeflies)는 미국의 듀오이다.